# Diga San Giovanni
La diga San Giovanni sul fiume Naro è un bacino artificiale, sito in territorio di Naro, in provincia di Agrigento.

## Descrizione
Il bacino fu costruito fra il 1969 ed il 1981 e destinato alla raccolta delle acque provenienti dal fiume Naro. La diga sbarra il corso del fiume a circa 20 km dalla foce, ed è situata in località Stretta del Molino San Giovanni. Essa è collegata con la diga Furore, sempre in territorio di Naro e costruita sbarrando il percorso del torrente Grancifone (o fiume Burraito), affluente del fiume Naro.
Le sue acque sono utilizzate prevalentemente per l'irrigazione delle campagne limitrofe. La diga è circondata da un bosco spesso meta di turisti soprattutto nei giorni di festa.
In passato è stato utilizzato come impianto per le gare di canottaggio, da questo punto di vista ha vissuto il suo momento di massimo splendore nel 1991 quando nella diga sono stati disputati i XVI campionati europei di canottaggio.
Il 10 luglio 2011 sulle sue acque si sono disputati i campionati siciliani di canottaggio.

## Pesca sportiva
La facilità nel raggiungimento delle rive dalla zona della pineta e la bassissima presenza di arbusti sommersi, rende questo lago ideale e accogliente per i pescatori sportivi. Nel lago sono presenti tantissimi esemplari di Black Bass, Carpe specchio, Carpe Regina e Carassi. Vi è anche una minoranza di Carassi dorati e Carpe Koi.